# 小行星9848
小行星9848（英語：9848 Yugra）是一颗围绕太阳公转的小行星。1990年8月26日，天文学家柳德米拉·瓦斯列娜·朱然勒娃在纳昂切尼奇发现了此天体。
这颗小行星的绝对星等为112.11302等。